# John Evans

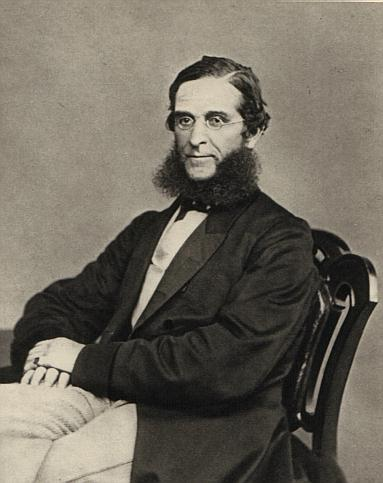
Sir John Evans

Sir John Evans, född 17 november 1823 i Britwell Court, Buckinghamshire, död 31 maj 1908 i Berkhamsted, Hertfordshire, var en engelsk arkeolog, geolog och numismatiker. Han var far till Arthur Evans.
Evans var i många år pappersfabrikant, men utvecklade därjämte en betydande vetenskaplig verksamhet. Bland hans arbeten kan särskilt nämnas The Coins of the Ancient Britons (1864), The Ancient Stone Implements, Weapons and Ornaments of Great Britain (1872; andra upplagan 1897), The Ancient Bronze Implements, Weapons and Ornaments of Great Britain and Ireland (1881) och Flint Implements in the Drift (i "Archæologia", band 38-39). Han var en av utgivarna av "Numismatic Chronicle", i vilken han skrev ett stort antal artiklar. Han ägde en av de största och dyrbaraste fornsaks- och myntsamlingarna i England. Han var korresponderande ledamot av Institut de France och ledamot av Vitterhets-, historie- och antikvitetsakademien (1883) samt tilldelades en mängd andra vetenskapliga utmärkelser, däribland Lyellmedaljen 1880.